# Dug's Special Mission
Dug's Special Mission (en Latinoamérica La misión especial de Dug) es un cortometraje animado de 2009 producido por Pixar y dirigido por Ronnie del Carmen. Fue incluido en las versiones en DVD y Blu-ray Disc de la película Up.
Jonas Rivera, productor de la película de Pixar Up, explicó que el cortometraje "es un poco la historia de fondo de lo que Dug estaba haciendo cuando lo conocemos [en Up]". En el corto, Dug es instruido por Alpha, Beta y Gamma sobre la manera de atrapar al pájaro (Kevin), pero sus instrucciones tienen en realidad el fin de mantenerlo lejos de ellos.
Este corto al igual que Jack-Jack Attack y BURN-E suceden durante el transcurso de sus películas.

## Argumento
Es el cumpleaños de Dug, un Golden Retriever que desea pasar el día más feliz de su vida cuando de repente una enorme ave hembra prehistórica pasa sobre Dug , y Alfa un Doberman, Beta un Rottweiler,y Gamma un Bulldog, tropiezan con Dug. Irritados con Dug por ponerse en su camino, le dan una "misión especial"  para capturar al ave. Sin embargo, esta misión es sólo una maniobra para mantener a Dug fuera de su camino. Alfa asigna a Dug ir cuidar una gran roca y asegurarse de que no se mueva, porque es "la roca favorita del ave". Dug accidentalmente provoca que la piedra ruede por una pendiente y hace que otra gran roca caiga también, la cual termina casi aplastando  a Alfa, Beta y Gamma. Entonces se le ordena a Dug que se siente y espere en el "agujero favorito del ave". Después de que los tres perros decidan dejarlo allí, Dug empieza a hundirse en el agujero, que parece estar lleno de arenas movedizas. Dug cae a través de él y acaba cayendo encima de los tres perros justo mientras acechaban al ave.
Entonces se le asigna a Dug que se siente en una roca. Cuando salta a la roca, siguiendo las órdenes de Alfa, la roca en la que estaban sentados Alfa, Beta y Gamma se empieza a caer. Después aparecen numerosas escenas de Alpha, Beta y Gamma atrapados o capturados por las trampas destinadas a la ave, debido a las acciones de Dug, como resultado de las órdenes que le dio Alfa. El trío se cae en una red y en una trampa de lanzamiento de dardos, uno de los cuales alcanza y temporalmente tranquiliza Beta.
Enfadado, Alpha contacta con Charles Muntz en su dirigible para decirle que Dug ha sido la causa de no haber capturado al pájaro, y que él es un "perro malo". Temeroso de Muntz y emocionalmente herido, Dug se escapa. Gamma y Beta le hablan a Dug por radio y hacen comentarios sobre lo que "va a conseguir ahora"; Beta le desea sarcásticamente a Dug un feliz cumpleaños. Triste y solitario, Dug se escurre en una zona rocosa de espesa niebla. Él ve una roca que se parece a una tortuga, y luego una que se parece a un hombre. Cuando se oye una voz, pregunta si el hombre está bien. Dug se da cuenta de que ha recibido su deseo de cumpleaños: un nuevo Amo (Carl). Las nubes se despejan, el sol sale y Dug se sienta con orgullo en una roca plana. Russell se da cuenta y brevemente piensa que Dug es una roca. Después de que salgan los créditos, Dug dice "Hola!" a Carl y Russel y los dos se asustan.